# 国道21号線 (韓国)

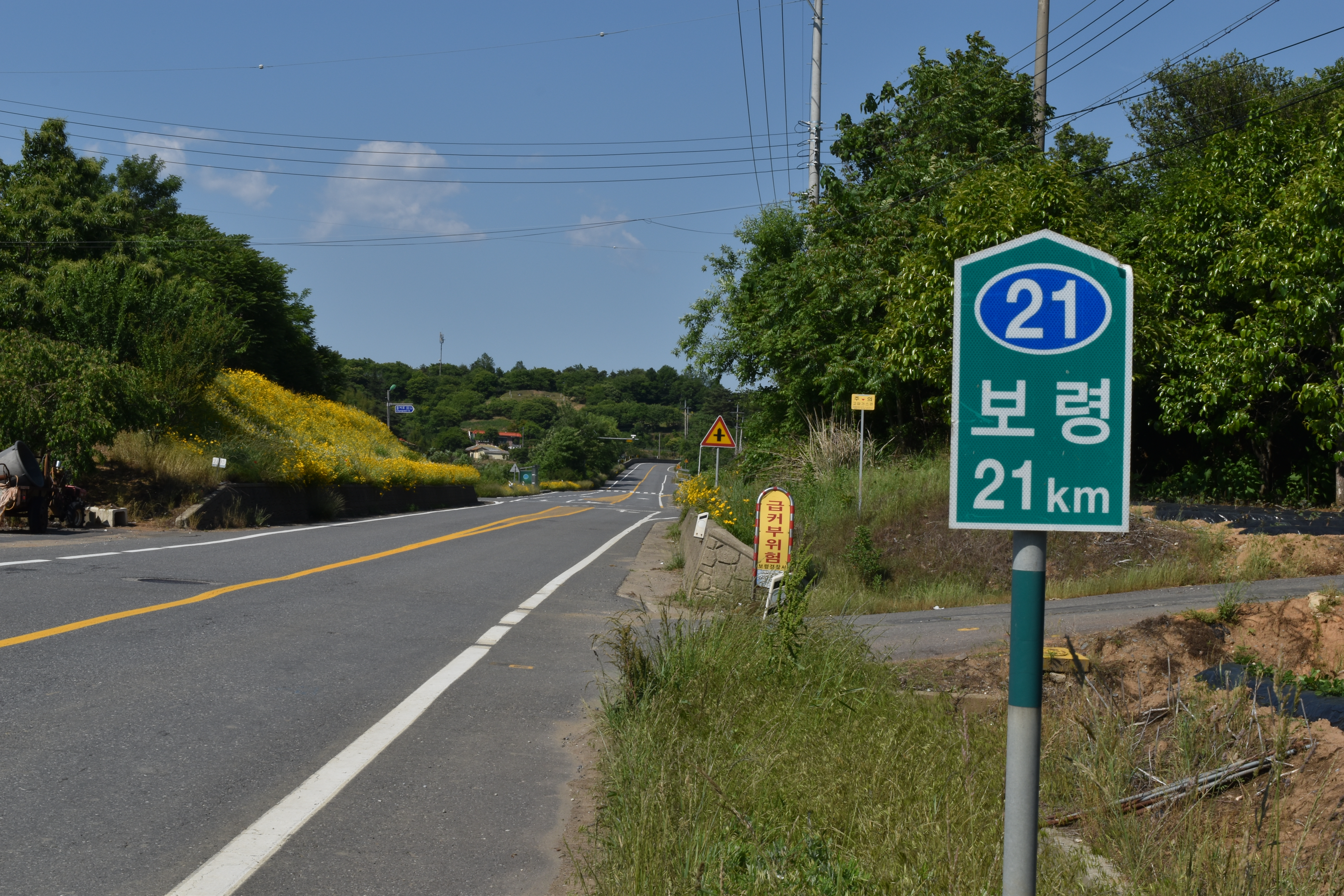
保寧市付近を通る国道21号線

国道21号線（こくどう21ごうせん、南原 - 利川線、ハングル： 국도 제21호선）は全北特別自治道南原市帯江面から忠清南道と忠清北道を経て、京畿道利川市長湖院邑へ至る大韓民国の一般国道である。

## 歴史
- 1971年8月31日 : 一般国道路線指定令により国道第21号線群山 - 天安線になる。
- 1981年3月14日 : 終点を既存の天安市から京畿道利川市まで延長される。路線名は郡山 - 天安線から群山 - 利川線を変更する。
- 1996年7月1日 : 起点を全羅北道群山市から全羅北道全州市に延びる。路線名は郡山 - 利川線から全州 - 利川線を変更する。
- 2001年8月25日 : 起点を全羅北道全州市にて同道南原市て延長する。これにより、南原 - 利川線に名称が変更される。

## 通過する自治体
- 全北特別自治道
  - 南原市 - 淳昌郡 - 井邑市 - 金堤市（金山面 - 金溝面） - 全州市（完山区） - 完州郡 - 全州市（完山区 - 徳津区） - 益山市（春浦面） - 金堤市（白鴎面 - 孔徳面） - 益山市（五山面） - 群山市
- 忠清南道
  - 舒川郡 - 保寧市 - 洪城郡 - 礼山郡 - 牙山市 - 天安市（東南区）
- 忠清北道
  - 鎮川郡 - 陰城郡
- 京畿道
  - 利川市（長湖院邑（朝鮮語版））

## 通過する道路
高速道路
- 西海岸高速道路
- 湖南高速道路
- 唐津-盈徳高速道路
- 牙山-清州高速道路（朝鮮語版）
- 世宗-抱川高速道路
- 中部高速道路
- 平沢-堤川高速道路

国道
- 国道1号線
- 国道3号線
- 国道4号線
- 国道13号線 (韓国)（朝鮮語版）
- 国道17号線 (韓国)
- 国道23号線
- 国道24号線
- 国道26号線
- 国道27号線 (韓国)（朝鮮語版）
- 国道29号線 (韓国)
- 国道30号線
- 国道32号線 (韓国)（朝鮮語版）
- 国道34号線 (韓国)（朝鮮語版）
- 国道36号線 (韓国)（朝鮮語版）
- 国道37号線 (韓国)（朝鮮語版）
- 国道38号線 (韓国)（朝鮮語版）
- 国道39号線
- 国道40号線
- 国道43号線 (韓国)（朝鮮語版）
- 国道45号線 (韓国)（朝鮮語版）
- 国道77号線

## 自動車専用道路区間
国道21号線の自動車專用道路区間は国土交通部から指定した自動車専用道路の区間であるため、歩行者、自転車などは通行できない。 二輪自動車は、緊急自動車（サイカーおよび消防用バイクなど）に限り通行でき、その他の二輪自動車と耕運機、馬車、トラクター、手押し車は通行できない。
- 湖南路（朝鮮語版）
- セマングム北路（朝鮮語版）[1]
- 忠舒路（朝鮮語版）
- 溫陽循環路（朝鮮語版）